# Svetovno prvenstvo športnih dirkalnikov sezona 1988
Svetovno prvenstvo športnih dirkalnikov sezona 1988 je bila šestintrideseta sezona Svetovnega prvenstva športnih dirkalnikov, ki je potekalo med 6. marcem in 20. novembrom 1988. Naslov moštvenega prvaka sta osvojila Silk Cut Jaguar (C1) in Spice Engineering (C2), dirkaškega pa Martin Brundle (C1) ter Ray Bellm in Gordon Spice (C2).

## Spored dirk
| Št | Ime                   | Dirkališče                     | Datum               |
| -- | --------------------- | ------------------------------ | ------------------- |
| 1  | 800 km Jereza         | Circuito Permanente de Jerez   | 6. marec            |
| 2  | 360 km Jarame         | Circuito Permanente Del Jarama | 13. marec           |
| 3  | 1000 km Monze         | Autodromo Nazionale Monza      | 10. april           |
| 4  | 1000 km Silverstona   | Silverstone Circuit            | 8. maj              |
| 5  | 24 ur Le Mansa        | Circuit de la Sarthe           | 11. junij 12. junij |
| 6  | 360 km Brna           | Autodrom Brno                  | 10. julij           |
| 7  | 1000 km Brands Hatcha | Brands Hatch                   | 24. julij           |
| 8  | 1000 km Nürburgringa  | Nürburgring                    | 4. september        |
| 9  | 1000 km Spaja         | Circuit de Spa-Francorchamps   | 18. september       |
| 10 | 1000 km Fujija        | Fuji Speedway                  | 9. oktober          |
| 11 | 360 km Sandown Parka  | Sandown Park                   | 20. november        |

## Rezultati

### Po dirkah
| Št | Dirkališče        | Zmag. moštvo C1                              | Zmag. moštvo C2                         | Poročilo |
| Št | Dirkališče        | Zmag. dirkača(-i) C1                         | Zmag. dirkača(-i) C2                    | Poročilo |
| -- | ----------------- | -------------------------------------------- | --------------------------------------- | -------- |
| 1  | Jerez             | Team Sauber Mercedes                         | Spice Engineering                       | Poročilo |
| 1  | Jerez             | Jean-Louis Schlesser Mauro Baldi Jochen Mass | Gordon Spice Ray Bellm                  | Poročilo |
| 2  | Jarama            | Silk Cut Jaguar                              | Spice Engineering                       | Poročilo |
| 2  | Jarama            | Eddie Cheever Martin Brundle                 | Gordon Spice Ray Bellm                  | Poročilo |
| 3  | Monza             | Silk Cut Jaguar                              | Spice Engineering                       | Poročilo |
| 3  | Monza             | Eddie Cheever Martin Brundle                 | Gordon Spice Ray Bellm                  | Poročilo |
| 4  | Silverstone       | Silk Cut Jaguar                              | Spice Engineering                       | Poročilo |
| 4  | Silverstone       | Eddie Cheever Martin Brundle                 | Almo Coppelli Thorkild Thyrring         | Poročilo |
| 5  | La Sarthe         | Silk Cut Jaguar                              | Spice Engineering                       | Poročilo |
| 5  | La Sarthe         | Andy Wallace Johnny Dumfries Jan Lammers     | Gordon Spice Ray Bellm Pierre de Thoisy | Poročilo |
| 6  | Brno              | Team Sauber Mercedes                         | Spice Engineering                       | Poročilo |
| 6  | Brno              | Jean-Louis Schlesser Jochen Mass             | Gordon Spice Ray Bellm                  | Poročilo |
| 7  | Brands Hatch      | Silk Cut Jaguar                              | Spice Engineering                       | Poročilo |
| 7  | Brands Hatch      | Andy Wallace Martin Brundle John Nielsen     | Gordon Spice Ray Bellm                  | Poročilo |
| 8  | Nürburgring       | Team Sauber Mercedes                         | Kelmar Racing Team                      | Poročilo |
| 8  | Nürburgring       | Jean-Louis Schlesser Jochen Mass             | Vito Veninata Pasquale Barberio         | Poročilo |
| 9  | Spa-Francorchamps | Team Sauber Mercedes                         | Spice Engineering                       | Poročilo |
| 9  | Spa-Francorchamps | Mauro Baldi Stefan Johansson                 | Almo Coppelli Thorkild Thyrring         | Poročilo |
| 10 | Fuji              | Silk Cut Jaguar                              | Spice Engineering                       | Poročilo |
| 10 | Fuji              | Eddie Cheever Martin Brundle John Nielsen    | Eliseo Salazar Thorkild Thyrring        | Poročilo |
| 11 | Sandown Park      | Team Sauber Mercedes                         | Spice Engineering                       | Poročilo |
| 11 | Sandown Park      | Jean-Louis Schlesser Jochen Mass             | Gordon Spice Ray Bellm                  | Poročilo |

### Moštveno prvenstvo
Točkovanje po sistemu 60-45-36-30-24-18-12-9-6-3 za 24-urne dirke, 40-30-24-20-16-12-8-6-4-2 za 800-1000 km dirke in 20-15-12-10-8-6-4-3-2-1 za 360 km dirke, točke dobi le najbolje uvrščeni dirkalnik posameznega moštva.

#### Razred C1
| Poz | Moštvo                     | Šasija                              | Motor                                                                         | 1. | 2. | 3. | 4. | 5. | 6. | 7. | 8. | 9. | 10. | 11. | Skupaj |
| --- | -------------------------- | ----------------------------------- | ----------------------------------------------------------------------------- | -- | -- | -- | -- | -- | -- | -- | -- | -- | --- | --- | ------ |
| 1   | Silk Cut Jaguar            | Jaguar XJR-8 Jaguar XJR-9           | Jaguar 7.0L V12                                                               | 30 | 20 | 40 | 40 | 60 | 15 | 40 | 30 | 30 | 40  | 12  | 357    |
| 2   | Team Sauber Mercedes       | Sauber C9                           | Mercedes M117 5.0L Turbo V8                                                   | 40 | 15 | 30 | 30 |    | 20 | 24 | 40 | 40 | 16  | 20  | 275    |
| 3   | Joest Racing Porsche       | Porsche 962C                        | Porsche 3.0L Turbo Flat-6                                                     | 24 | 3  | 20 | 20 | 36 | 8  | 30 | 24 |    | 24  |     | 189    |
| 4   | Brun Motorsport            | Porsche 962C                        | Porsche 3.0L Turbo Flat-6                                                     | 12 | 10 | 24 |    | 12 |    |    | 16 | 20 |     |     | 94     |
| 5   | Spice Engineering          | Spice SE88C                         | Ford Cosworth DFL 3.3L V8                                                     | 8  | 4  | 6  | 12 |    | 4  | 20 |    | 16 |     | 8   | 78     |
| 6   | Porsche AG                 | Porsche 962C                        | Porsche 3.0L Turbo Flat-6                                                     |    |    |    |    | 45 |    |    |    |    | 30  |     | 75     |
| 7   | Swiss Team Salamin         | Porsche 962C                        | Porsche 3.0L Turbo Flat-6                                                     | 4  |    | 4  | 8  |    | 2  | 8  | 4  | 8  |     |     | 38     |
| 8   | Porsche Kremer Racing      | Porsche 962C Porsche 962CK6         | Porsche 3.0L Turbo Flat-6                                                     |    | 8  | 12 |    | 9  |    |    | 2  |    |     |     | 31     |
| 9   | Richard Lloyd Racing       | Porsche 962C GTi                    | Porsche 3.0L Turbo Flat-6                                                     | 20 |    |    |    |    |    |    | 8  |    |     |     | 28     |
| 10  | From-A Racing              | Porsche 962C                        | Porsche 3.2L Turbo Flat-6                                                     |    |    |    |    |    |    |    |    |    | 20  |     | 20     |
| 11  | GP Motorsport              | Spice SE87C                         | Ford Cosworth DFL 3.3L V8                                                     | 6  |    |    |    |    |    | 12 |    |    |     |     | 18     |
| 12  | Chamberlain Engineering    | Spice SE86C Spice SE88C             | Hart 418T 1.8L Turbo I4 Ford Cosworth DFL 3.3L V8                             | 2  | 1  |    |    |    | 1  | 6  |    | 4  |     | 2   | 16     |
| 13  | Team Davey                 | Tiga GC88 Porsche 962C              | Ford Cosworth DFL 3.3L Turbo V8 Porsche 3.0L Turbo Flat-6                     |    |    |    |    |    |    |    |    | 6  |     | 6   | 12     |
| 14  | Kelmar Racing Tiga         | Tiga GC85 Tiga GC288                | Ford Cosworth DFL 3.3L V8                                                     |    |    |    | 2  |    |    | 4  |    |    |     | 3   | 9      |
| 15  | Primagaz Competition       | Cougar C20B Porsche 962C Cougar C12 | Porsche 3.0L Turbo Flat-6 Porsche 3.0L Turbo Flat-6 Ford Cosworth DFL 3.3L V8 |    |    | 8  |    |    |    |    |    |    |     |     | 8      |
| 16= | ADA Engineering            | ADA 03                              | Ford Cosworth DFL 3.3L V8                                                     |    |    |    |    |    |    |    |    |    |     | 4   | 4      |
| 16= | Mazdaspeed                 | Mazda 757 Mazda 767                 | Mazda 13G 2.0L 3-Rotor Mazda 13J 2.6L 4-Rotor                                 |    |    |    | 4  |    |    |    |    |    |     |     | 4      |
| 18  | Team Lucky Strike Schanche | Argo JM19C                          | Ford Cosworth DFL 3.3L V8                                                     |    |    |    |    |    |    | 2  |    | 2  |     |     | 4      |
| 19  | Schuppan Racing Team       | Porsche 962C                        | Porsche 3.0L Turbo Flat-6                                                     |    |    |    |    | 3  |    |    |    |    |     |     | 3      |
| 20  | Walter Maurer Racing       | Lotec C87                           | BMW 2.0L Turbo I4                                                             |    |    |    |    |    |    |    |    |    |     | 1   | 1      |

#### Razred C2
| Poz | Moštvo                      | Šasija                  | Motor                                             | 1. | 2. | 3. | 4. | 5. | 6. | 7. | 8. | 9. | 10. | 11. | Skupaj |
| --- | --------------------------- | ----------------------- | ------------------------------------------------- | -- | -- | -- | -- | -- | -- | -- | -- | -- | --- | --- | ------ |
| 1   | Spice Engineering           | Spice SE88C             | Ford Cosworth DFL 3.3L V8                         | 40 | 20 | 40 | 40 | 60 | 20 | 40 | 30 | 40 | 40  | 20  | 390    |
| 2   | Chamberlain Engineering     | Spice SE86C Spice SE88C | Hart 418T 1.8L Turbo I4 Ford Cosworth DFL 3.3L V8 | 24 | 15 | 24 | 16 |    | 12 | 20 | 24 | 24 | 16  | 10  | 185    |
| 3   | Kelmar Racing Tiga          | Tiga GC85 Tiga GC288    | Ford Cosworth DFL 3.3L V8                         | 12 | 8  |    | 24 |    | 10 | 16 | 40 | 8  | 24  | 12  | 154    |
| 4   | GP Motorsport               | Spice SE87C             | Ford Cosworth DFL 3.3L V8                         | 30 |    |    |    |    |    | 24 | 16 |    | 30  |     | 100    |
| 5   | Charles Ivey Racing         | Tiga GC287              | Porsche 2.8L Turbo Flat-6                         | 16 |    |    | 20 | 36 |    | 6  |    |    |     |     | 78     |
| 6   | ADA Engineering             | ADA 03                  | Ford Cosworth DFL 3.3L V8                         |    | 6  |    |    | 45 |    |    |    |    |     | 15  | 72     |
| 7   | Team Lucky Strike Schanche  | Argo JM19C              | Ford Cosworth DFL 3.3L V8                         | 20 | 3  |    |    | 12 |    | 12 |    | 20 |     |     | 67     |
| 8   | PC Automotive               | Argo JM19C              | Ford Cosworth DFL 3.3L V8                         |    |    |    | 12 |    |    | 8  | 20 | 16 |     |     | 56     |
| 9   | Roy Baker Racing            | Tiga GC286              | Ford Cosworth DFL 3.3L V8                         |    |    |    | 8  | 18 | 8  |    | 12 |    |     |     | 46     |
| 10  | MT Sport Racing             | Argo JM19C              | Ford Cosworth DFL 3.3L V8                         |    |    |    |    | 30 |    |    |    | 6  |     |     | 36     |
| 11  | Automobiles Louis Descartes | ALD 03 ALD 04           | BMW M80 3.5L I6                                   |    |    |    | 6  | 24 |    |    |    |    |     | 6   | 30     |

### Dirkaško prvenstvo

#### Razred C1
| Poz | Dirkač               | Moštvo               | 1    | 2    | 3  | 4  | 5  | 6    | 7  | 8  | 9  | 10   | 11   | Skupaj |
| --- | -------------------- | -------------------- | ---- | ---- | -- | -- | -- | ---- | -- | -- | -- | ---- | ---- | ------ |
| 1   | Martin Brundle       | Silk Cut Jaguar      |      | 20   | 40 | 40 |    | (15) | 40 | 30 | 30 | 40   | (12) | 240    |
| 2   | Jean-Louis Schlesser | Team Sauber Mercedes | 40   | (15) | 30 | 30 |    | 20   | 24 | 40 | 24 | (16) | (20) | 208    |
| 3   | Mauro Baldi          | Team Sauber Mercedes | 40   | 15   | 30 | 24 |    | (10) | 24 |    | 40 |      | 15   | 188    |
| 4   | Eddie Cheever        | Silk Cut Jaguar      |      | 20   | 40 | 40 |    |      |    | 30 |    | 40   | 12   | 182    |
| 5   | Jochen Mass          | Team Sauber Mercedes | (40) |      | 30 | 30 |    | 20   |    | 40 | 24 | 16   | 20   | 180    |
| 6   | Klaus Ludwig         | Joest Porsche Racing | 24   |      | 16 |    | 45 |      | 30 |    |    | 30   |      | 145    |
| 7   | John Winter          | Joest Porsche Racing | 16   | (3)  | 20 | 16 | 36 | 8    |    | 20 |    | 24   |      | 140    |
| 8   | Frank Jelinski       | Joest Porsche Racing | 16   | 3    | 20 | 16 | 36 |      |    | 20 |    | 24   |      | 135    |
| 9   | Bob Wollek           | Joest Porsche Racing | 24   |      | 16 | 20 |    | 8    | 30 | 24 |    |      |      | 122    |
| 10  | Jan Lammers          | Silk Cut Jaguar      |      |      |    |    | 60 | 12   |    | 6  | 30 |      | 10   | 118    |

#### Razred C2
| Poz | Dirkač             | Moštvo                  | 1  | 2    | 3  | 4  | 5  | 6    | 7  | 8  | 9   | 10 | 11   | Skupaj |
| --- | ------------------ | ----------------------- | -- | ---- | -- | -- | -- | ---- | -- | -- | --- | -- | ---- | ------ |
| 1=  | Gordon Spice       | Spice Engineering       | 40 | 20   | 40 | 30 | 60 | (20) | 40 |    | 30  |    | (20) | 260    |
| 1=  | Ray Bellm          | Spice Engineering       | 40 | 20   | 40 | 30 | 60 | (20) | 40 |    | 30  |    | (20) | 260    |
| 3   | Thorkild Thyrring  | Chamberlain Engineering |    | (12) | 30 | 40 |    | 15   | 30 | 30 | 40  | 40 |      | 225    |
| 4   | Almo Coppelli      | Spice Engineering       |    | 12   | 30 | 40 |    | 15   | 30 | 30 | 40  |    |      | 197    |
| 5   | Vito Veninata      | Kelmar Racing Tiga      | 8  | 8    |    | 24 |    | 10   | 16 | 40 | (8) | 24 |      | 130    |
| 6=  | Claude Ballot-Léna | Chamberlain Engineering | 24 | 15   | 24 | 16 |    |      | 20 |    | 2   |    |      | 101    |
| 6=  | Jean-Louis Ricci   | Chamberlain Engineering | 24 | 15   | 24 | 16 |    |      | 20 |    | 2   |    |      | 101    |
| 8   | Costas Los         | GP Motorsport           | 30 |      |    |    |    |      | 24 | 16 |     | 30 |      | 100    |
| 9   | Pasquale Barberio  | Kelmar Racing Tiga      | 8  | 8    |    | 24 |    | 10   |    | 40 | 8   |    |      | 98     |
| 10  | John Sheldon       | ADA Engineering         |    | 6    |    |    | 36 |      |    | 12 | 20  |    |      | 74     |